# 信士章
信士章（阿拉伯语：‎，羅馬化：Al-Mu’minūn），音译慕米农章，是古兰经的第23章（苏拉），共118节（阿亚）。
信士章降示于麦加时期后期，属于麦加篇章。该章涉及了伊斯兰教信仰的许多基本原则，并因描述了真信士的特征而得名“信士章”。